# Idioma celtíbero
El idioma celtibérico o celtíbero fue una lengua paleohispánica perteneciente al grupo de las lenguas célticas de la familia indoeuropea. Fue hablada en el área central de la península ibérica, en el antiguo territorio de Celtiberia, teniéndose conocimiento de ella gracias a unas 200 inscripciones escritas fundamentalmente en signario celtibérico, pero también en alfabeto latino.
Estas inscripciones celtibéricas se distribuyen por el valle del Ebro y las cabeceras del Tajo y el Duero: monedas de plata y bronce, téseras de plata y bronce, plaquetas de bronce, cerámicas de barniz negro, ánforas, fusayolas, placas de piedra, etc.
Aunque la cronología precisa de la mayor parte de las inscripciones celtibéricas es desconocida, las más antiguas se documentan en la primera mitad del siglo II a. C. y las más modernas a finales del siglo I a. C. o quizás a principios del I d. C.
De entre las lenguas célticas continentales, el celtíbero está peor documentado que el galo, pero mejor que el lepóntico y el gálata.

## Historia
A juzgar por el registro arqueológico, los celtas llegaron a la península ibérica en el siglo XIII a. C. con la gran expansión de los pueblos de la cultura de los campos de urnas, ocupando entonces la región noreste. En el siglo VII a. C. durante la cultura de Hallstatt se expanden por amplias zonas de la meseta y Portugal, llegando algunos grupos a Galicia. Sin embargo, tras la fundación griega de Masalia (actual Marsella), los íberos vuelven a ocupar el valle medio del Ebro y el noreste peninsular a los celtas, dando pie a nuevos establecimientos griegos (Ampurias). Los celtas de la península quedaron así parcialmente desconectados del resto de sus parientes continentales.
De este modo, con el tiempo, el aislamiento y la muy posible influencia de otras lenguas pre-indoeuropeas habladas en la península se desarrolló una lengua independiente del celta común, el idioma celtíbero.
Esta fue la lengua hablada por los celtíberos, un conjunto de tribus y pueblos que habitaban en el noreste del área central de la península ibérica, de cultura céltica pero con influencia ibérica, adoptando de éstos, entre otros rasgos, su sistema de escritura como más adelante se expondrá. Su territorio se extendía por el sistema Central y el valle alto del Ebro, y entre ellos se encontraban principalmente los arévacos, los pelendones, los lusones, los titos, los belos, y tal vez también se podría incluir aquí a los antiguos olcades, los turboletas, y los berones. En el 133 a. C., tras la caída de Numancia, su territorio pasó a formar parte de la provincia romana de Hispania Citerior.

## Escritura

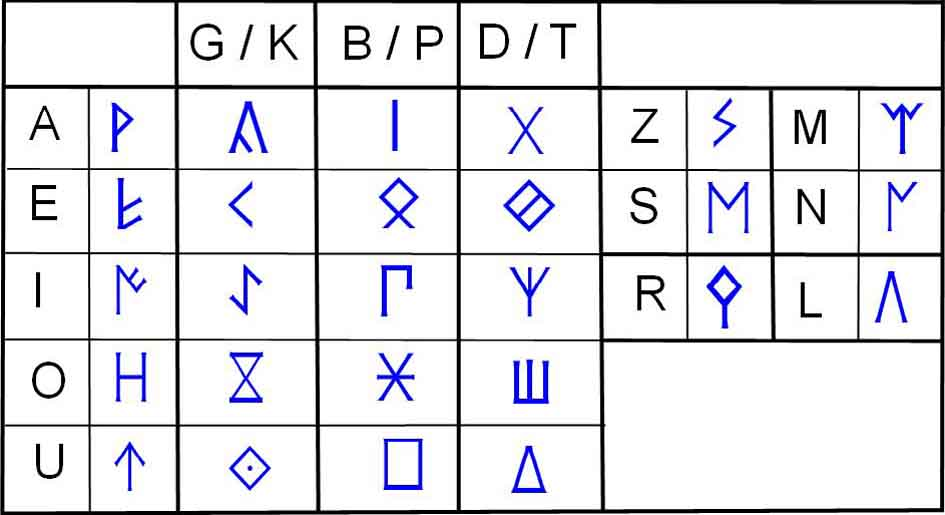
Un signario celtibérico oriental.

La escritura celtibérica es una adaptación casi directa de la escritura ibérica nororiental a las particularidades de la lengua celtibérica. Como su modelo, esta escritura presenta signos con valor silábico, para las oclusivas, y signos con valor alfabético para el resto de consonantes y vocales. Desde el punto de vista de la clasificación de los sistemas de escritura no es ni un alfabeto ni un silabario, sino una escritura mixta que se identifica normalmente como semisilabario. Este signario presenta los inconvenientes propios de los silabarios, puesto que no pueden representarse correctamente ni los grupos de oclusiva+líquida, ni las oclusivas finales, que a diferencia de la lengua íbera sí poseía el idioma celtíbero. El signario básico está formado por 26 signos, en lugar de los 28 del signario ibérico nororiental original, puesto que se elimina una de las dos vibrantes y una de las tres nasales. El signario celtibérico tiene dos variantes diferenciadas por los valores de los signos nasales: en la variante oriental la nasal eliminada es la que en ibérico se identifica con m´, mientras que en la variante occidental la nasal eliminada es la que en ibérico se identifica con m, circunstancia que se interpreta como prueba de un doble origen. Además, cabe destacar que algunas de las inscripciones de la variante occidental presentan indicios de uso del sistema dual que permite diferenciar los silabogramas oclusivos dentales y velares sordos de los sonoros con un trazo añadido: la forma simple representa la sonora y la forma compleja la sorda.

## Características lingüísticas
A pesar de la más que posible influencia de otras lenguas autóctonas pre-indoeuropeas de la península, el idioma celtíbero conservó la mayor parte de las estructuras gramaticales propias de las lenguas celtas.
- IE *p-, *VpV > Ø. La pérdida de la consonante /p/ en inicio de palabra y posición intervocálica es el rasgo definitivo que cataloga al celtíbero como lengua celta y que lo diferencia del lusitano. Celta común orc, latín porcus, lusitano porco- 'cerdo'. Ejemplos: Oilaunika 'dominadora' < *opi-wl̥h2-mn-ika.
- IE *kʷ > ku: Una de las principales características del celtíbero es que, a diferencia de las otras lenguas célticas continentales como el galo o el lepóntico, este es una lengua celta-Q,[1] siendo las anteriores lenguas celtas-P, esto es, que el sonido PIE *kw, no se transformó en *p sino en *k. Esto se puede observar en el bronce de Botorrita donde la conjunción copulativa indoeuropea *-kwe ('y') aparece transcrita -ku.e y no -pe como es en galo y lepóntico. Es este un rasgo que comparte con las lenguas goidélicas (irlandés y gaélico de Escocia). Fuera de las lenguas célticas el lusitano y el latín son también lenguas-Q.

- IE *ē/*eH/*eh₁ = ī. Conocido rasgo del céltico común ejemplificado en la palabra del galo para ‘rey’ rix en oposición al latín rēx (ambas desde el IE *rēg-s). En celtibérico se presenta en el nombre propio Munerigios que significa literalmente ‘rey o príncipe de la montaña’ (< IE *moni-rēg-yos)

- IE *ō/*oH/*eh₃ = ā: Mutación vocálica del céltico común que consiste en mudar en -ā- la vocal IE -ō- (así cārnu ‘cuerno’ < IE *kōrnos, Cfr. lat. cornus).

Ejemplo: El gentilicio Akaizokum se forma sobre el nombre personal Akaizos /āk-ais-os/ que proviene de un adjetivo indoeuropeo ōk-us ‘rápido’ cuyo comparativo ōk-is significa ‘muy rápido’. Compárese con el galo Diācus ‘lento, perezoso’ < *di-ōkus, y con el astur Acula ‘rapidilla’ < *ōku-la. zaunom ‘donado’ < *dā-mn-om < *dō-mn-om.
- IE *ō/*oH/*eh₃ = ū al final de sílaba. Otra mutación vocálica del céltico común. El imperativo tatuz /datuz/ ‘él debe donar’ procede de un IE *dō-tōd.

- IE *n̥ > an y *m̥ > am: Realización vocálica de las nasales en grado cero an / am, frente al latín que hace en / em.  arkanta  (K.1.3) (arganta) ‘plateada’ antiguo irlandés argat, latín argentum < h2argn̥tom. tekametinas (K.1.1) < *dekm̥-eto ‘décimo’, latín decem.

- IE *r̥ > ri: Realización vocálica de la sonante líquida en grado cero r̥ > ri ante oclusiva. sekobiriked /segobriged/ y nertobis /nertobrixs/ < *nertobʰr̥gʰ-s. Céltico común briga ‘colina’.

- IE *l̥ > li: Realización vocálica de la sonante líquida en grado cero l̥  > li ante oclusiva: El gentilicio litanokum formado sobre litanos ‘ancho, amplio’ < *pl̥tH-nos. Galo Litana.

- Formación del comparativo en -ais/-is y del superlativo en -aisam/-isam frente a los dialectos occidentales y céltico de Beturia que forman el comparativo en -is y el superlativo en -am. Ejemplos: āku ‘rápido". āk-ais-os ‘muy rápido’: Akaizos (galo Akisos)/ segos ‘fuerza, victoria". seg-ais-a ‘la muy fuerte’: Sekaiza (celta común Segisa) / letos ‘ancho". let-aisama ‘la muy 'ancha": Letaisama (celta común Letisama).

- El celtíbero presenta un pronombre relativo -ios completamente declinado (como hacía, por ejemplo, el griego ático), que no se conserva en ninguna de las otras lenguas célticas, y, aparte de la ya nombrada kue, 'y', ((en latín que, griego ático te (τε)), las partículas nekue, ‘ni’ (en  latín neque y en griego ático mēte (μήτε) < mē (μή) ‘no’ + te ‘y’ < IE *kwe), y ve, ‘o’ (en latín -ve y griego ático ē (ἤ) < Proto-Griego *ē-we).

- Formación del subjuntivo en s, gabiseti (‘tome’) (irlandés antiguo gabid), robiseti, auseti (comparar con el umbro ferest ‘haga’ or griego antiguo deiksēi (δείξῃ, aorist subj.) / deiksei (δείξει, futuro indicativo) (‘(lo que) muestre’).

- Resultado fricativo z resultante de /s/ y /d/ intervocálicas:

Ejemplos: *bʰedʰom > bezom ‘mina’ (galo bedom ‘fosa, canal’). *segʰisa > Segaisa (grafiada como Sekaiza) > Segedza > Segeda (Galo Segisa). *Ups-edyo > *Usezyu > Useizu (celta común Uxedia <* Ups-edya). *sosyo > soz 'esto' (galo sosio).
Dada las dificultades ya explicadas que plantea el alfabeto ibérico en su adaptación al sistema fonológico de una lengua celta, para la reconstrucción de la fonología del celtíbero se usan también las inscripciones y transcripciones de nombres en lengua celtíbera pero escritas en documentos y textos latinos.
|          |        | Oclusivas | Africadas    | Fricativas | Nasales      | Líquidas        | Aproximantes |
| -------- | ------ | --------- | ------------ | ---------- | ------------ | --------------- | ------------ |
| Bilabial | sorda  | /p/ <b>*  |              |            | /m/ <m, n>   | /l/ <l> /r/ <ŕ> | /w/ <u>      |
| Bilabial | sonora | /b/ <b>   |              |            |              | /l/ <l> /r/ <ŕ> |              |
| Alveolar | sorda  | /t/ <t>   | /ts/ <''s''> | /s/ <ś>    | /n/ <n, m' > |                 |              |
| Alveolar | sonora | /d/ <t>   | /dz/ <z>     |            |              |                 |              |
| Velar    | sorda  | /k/ <k>   |              |            |              |                 |              |
| Velar    | sonora | /g/ <k>   |              |            |              |                 |              |

*Los signos entre barras, / /, indican los fonemas reconstruibles para el celtibérico y < > su grafía en alfabeto ibérico
El hecho de que existan oclusivas sordas y sonoras pese a usarse la misma grafía para representarse se deduce por una parte porque las demás lenguas celtas conocidas poseen ambos tipos de sonidos, y por otra por las inscripciones en alfabeto latino ya que muestran que dichos sonidos estaban presentes en la lengua hablada.
La existencia de otros sonidos es más incierta; un ejemplo es que muchas palabras con el grafema z < /s/ intervocálica, o bien < secuencia -dyo, corresponde en las inscripciones latinas a <d>, así el nombre de la ciudad de Sekaiza en latín se transcribe como Segeda, por lo que deduce que dicha palabra debía sonar algo como [se'gêdza], con africada, en celtíbero.
Morfológicamente, una de las características del celtibérico es la raíz o en caso genitivo singular en -o, en comparación con la -i hallada en otras lenguas célticas. Otra característica es la terminación verbal -tuz que presenta el imperativo proveniente del imperativo IE -tōd (loutuz 'lava tu' < *low-tōd.
Pese a no ser fáciles de interpretar ni de traducir en todas las ocasiones, a partir de las inscripciones celtibéricas y de las terminaciones más abundantes en ellas podemos conjeturar algunos de los rasgos morfológicos del celtíbero.
De este modo podemos deducir que respecto a las declinaciones, habría 5 o 6 casos, al igual que en el proto-celta. La siguiente tabla nos aproxima a los casos de flexión para los nombres masculinos en singular.
|                   | Temas en -a | Temas en -a | Temas en -o | Temas en -o |
| Galo              | Celtíbero   | Galo        | Celtíbero   |             |
| ----------------- | ----------- | ----------- | ----------- | ----------- |
| Nominativo        | -a          | -a          | -os         | -os         |
| Acusativo         | -in, -im    | -am         | -on, -om    | -om         |
| Genitivo          | -as, -ias   | -as         | -i          | os, -o (?)  |
| Dativo - Ablativo | -ai, -i     | -ai, -ei    | -u(i)       | -ei, -ui    |
| (Locativo)        | -e          | -?          | -e          | -ei         |

Asimismo el dativo en plural sería  -b-.
El plural del celtíbero es reflejo del indoeuropeo -*es o, a veces siguiendo el desarrollo posterior de algunos dialectos europeos del propio indoeuropeo encontramos plurales procedentes de *-oi. Esto manifiesta una flexión nominal bastante típica para una lengua indoeuropea. Solo encontramos una extraña terminación de singular en -o que raramente aparece en las lenguas indoeuropeas.
Respecto a la conjugación, aunque solamente se han identificado en las inscripciones celtíberas dos verbos, en ellos se observan claramente terminaciones típicas indoeuropeas: -t (latín -t, griego -ti) para la tercera persona del singular y -nti (latín -nt, griego -nti, sánscrito -nti) para la tercera del plural.
La tipología lingüística de orden es sujeto, verbo y predicado, el cual se considera, basándose en otros lenguajes arcaicos como el hitita, sánscrito y latín, el básico para el reconstruido idioma proto-indoeuropeo.

## Textos
Del idioma celtíbero nos han llegado unas 200 inscripciones escritas fundamentalmente en signario celtibérico, pero también en alfabeto latino, de las cuales son de destacar las siguientes:

### Bronces de Botorrita

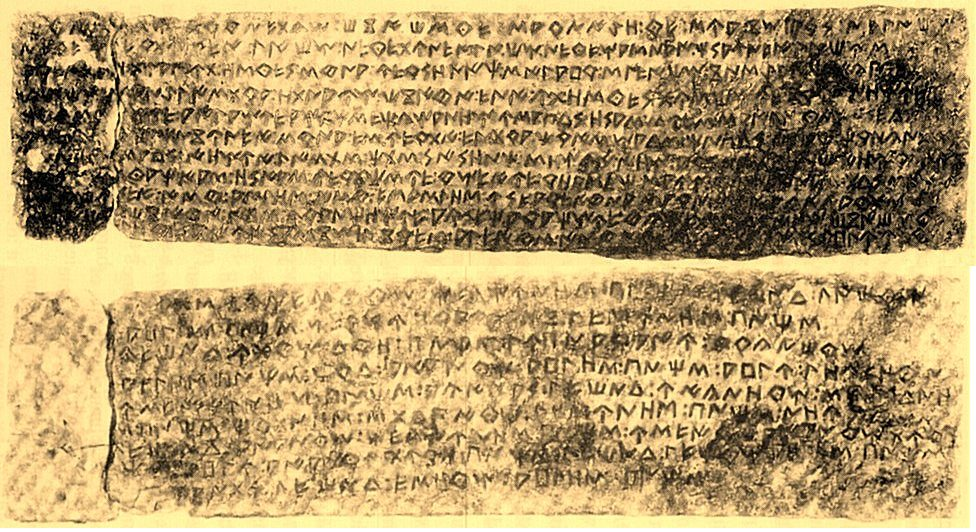
Bronce de Botorrita I (Zaragoza). Signario oriental.

Los bronces de Botorrita son cuatro placas de bronce inscritas, procedentes del yacimiento del Cabezo de las Minas (Botorrita, Zaragoza). La primera, la tercera y la cuarta contienen textos en lengua y escritura celtibérica (variante oriental), mientras que la segunda contiene un texto en lengua y escritura latina que contiene la sentencia de un juicio celebrado el quince de mayo del 87 a. C. en Contrebia Belaisca, razón por la que se identifica el yacimiento del Cabezo de las Minas con esta ciudad. El contenido del primer bronce es menos preciso, pero se supone que también debería ser un texto legal. El tercer bronce es el texto paleohispánico de mayor longitud, aunque su contenido es básicamente una larga lista de fórmulas onomásticas en las que se identifica a unas 250 personas. El cuarto bronce está muy fragmentado, pero está en la línea del primero. Los cuatro bronces se encuentran actualmente depositados en el Museo de Zaragoza. Un ejemplo de la transcripción de uno de estos bronces es la siguiente:

A.1. tirikantam : berkunetakam : tokoitoskue : sarnikio (:) kue : sua : kombalkez : nelitom
A.2. nekue [: to : u]ertaunei : litom : nekue : taunei : litom : nekue : masnai : tizaunei : litom : soz : auku
A.3. aresta[lo] : tamai : uta : oskues : stena : uerzoniti : silabur : sleitom : konskilitom : kabizeti
A.4. kantom [:] sankilistara : otanaum : tokoitei : eni : uta : oskuez : boustomue : koruinomue
A.5. makasiamue : ailamue : ambitiseti : kamanom : usabituz : ozas : sues : sailo : kusta : bizetuz : iom
A.6. asekati : [a]mbitinkounei : stena : es : uertai : entara : tiris : matus : tinbituz : neito : tirikantam
A.7. eni : oisatuz : iomui : listas : titas : zizonti : somui : iom : arznas : bionti : iom : kustaikos
A.8. arznas : kuati : ias : ozias : uertatosue : temeiue : robiseti : saum : tekametinas : tatuz : somei
A.9. enitouzei : iste : ankios : iste : esankios : uze : areitena : sarnikiei : akainakubos
A.10. nebintor : tokoitei : ios : uramtiomue : auzeti : aratimue : tekametam : tatuz : iom : tokoitoskue
A.11. sarnikiokue : aiuizas : kombalkores : aleites : iste : ires : ruzimuz : abulu : ubokum
Primer bronce de Botorrita, cara A (Zaragoza): Probablemente un texto legal, escrito en signario celtibérico oriental. Transcripción de Carlos Jordán, 2004.

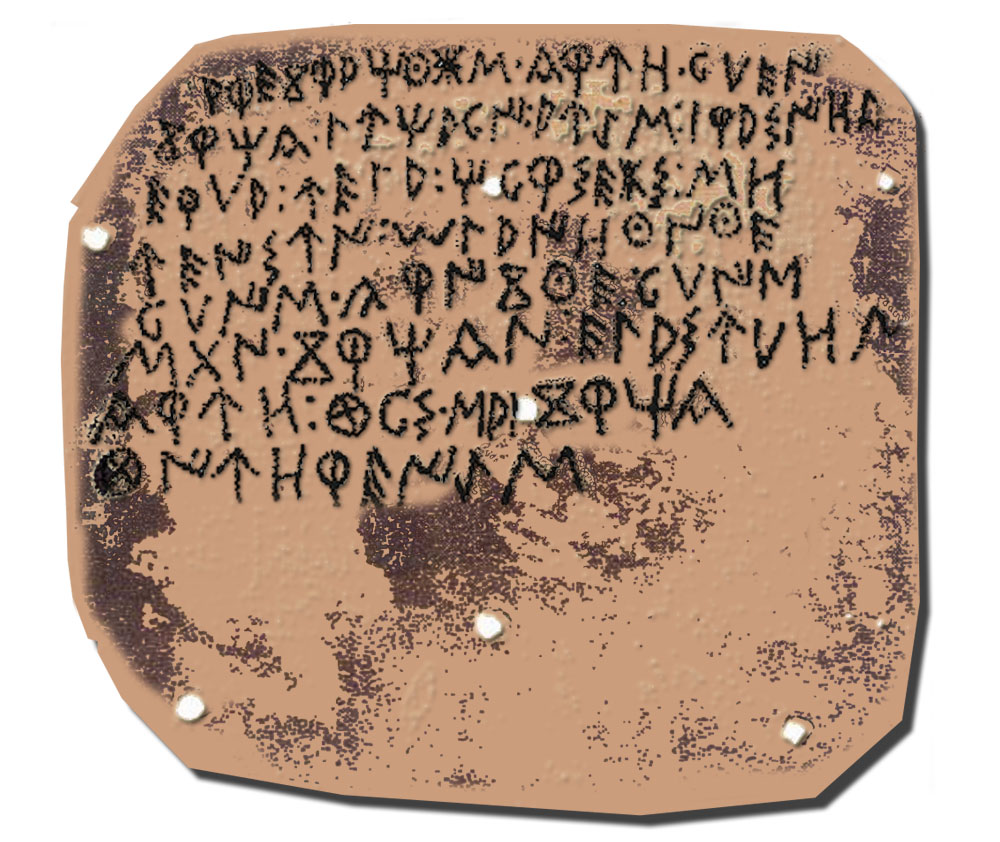
Bronce de Luzaga (Guadalajara). Signario occidental.

### Bronce de Luzaga
Se trata de una pequeña placa de bronce de 16 x 15 cm que contiene un texto en lengua y escritura celtibérica en su variante occidental, donde se detecta el uso del sistema dual que permite diferenciar las oclusivas dentales y velares sordas de las sonoras. El texto está realizado con la técnica del punteado y se distribuye en ocho líneas que contienen 123 signos. La placa presenta siete orificios distribuidos de forma regular y presenta más de un tercio de la superficie exenta de escritura.

### Bronce de Cortono

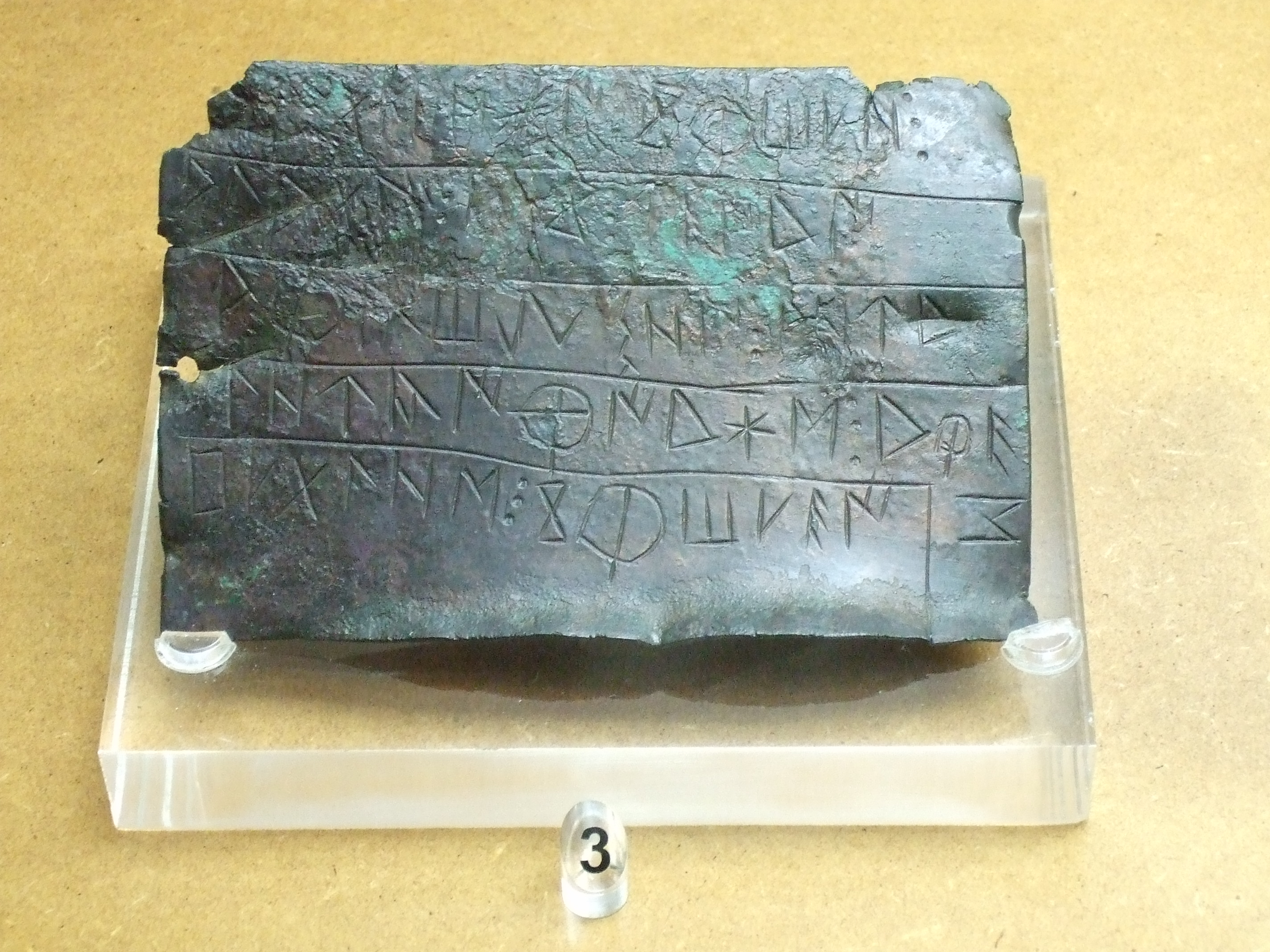
Bronce de Cortono. Signario celtíbero

Se trata de una lámina metálica hallada en Medinaceli (Soria) correspondiente con la ciudad romana Cortonum. Con cinco líneas de texto celtíbero occidental. Se halló sin un contexto arqueológico claro, aunque su contenido podría referirse a un pacto entre pueblos y estar documentada entre los siglos II – I a. C.

### Inscripción de Peñalba de Villastar
Texto escrito en alfabeto latino hallado en la localidad de Villastar (Teruel), y que probablemente se trate de un texto votivo:

ENIOROSEI
VTA TIGINO TIATVNEI
ERECAIAS TO LVGVEI
ARAIANOM COMEIMV
ENIOROSEI EQVEISVIQVE
OCRIS OLOCAS TOGIAS SISTAT LVGVEI TIASO
TOGIAS

Cuya traducción podría ser: 

«A Einor(o)sis y a Tiatú de Tiginos nosotros concedemos surcos y a Lugus un campo; a Einor(o)sis y a Equaesos Ogris somete las protecciones de la tierra fértil, a Lugus las protecciones de la tierra árida».
Transcripción Meid, 1994.

La traducción de Meid se considera incorrecta desde que Jordán Cólera tradujo somei eni touzei de Botorrita como 'en este territorio' demostrando que eni se corresponde con la preposición 'en' (eni < *h₁en-i, cfr. celta común eni, latín in). Esto demuestra que ni eniorosei ni tiatunei son dativos sino locativos. Tigino es un genitivo que depende de tiatunei: 'En Orosis y el tiatuno de Tigino. Alternativamente: 

«En Orosis y la extensión de Tigino (probl. un río) dedicamos los surcos (campos labrados) a Lugus. En  Orosis  y  Equeisu los montes, los huertos y los tejados (las casas) a Lugus lo están. Las casas de la zona acotada».
Transcripción Prosper 2002.

## Galería: Ejemplos de inscripciones

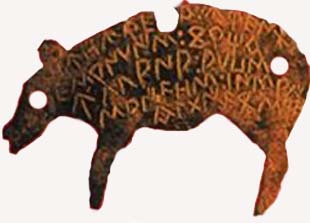
Tessera de Uxama (Osma, Soria). Signario occidental.
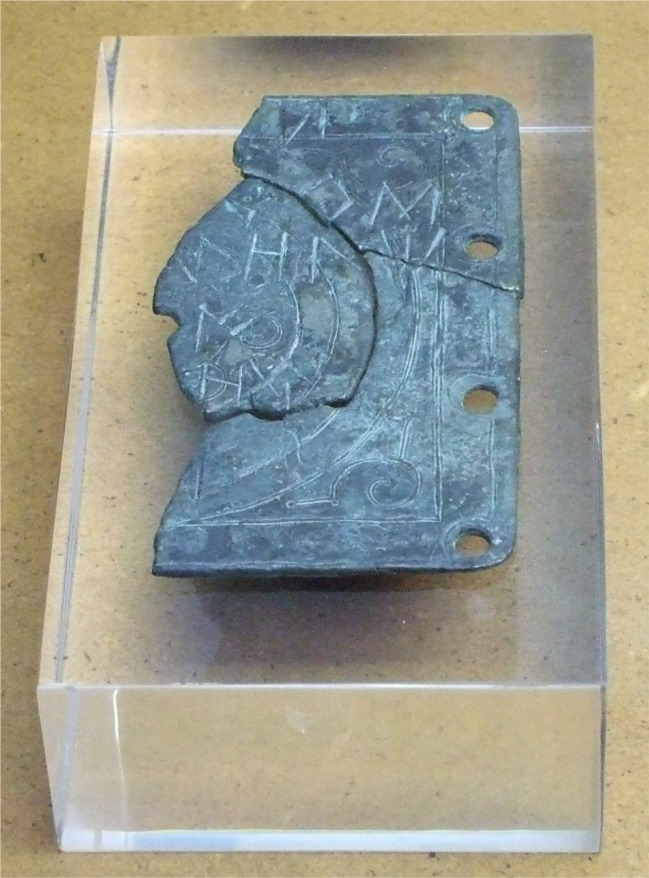
Pieza de bronce (cara B) de Botorrita (Zaragoza). Signario oriental.
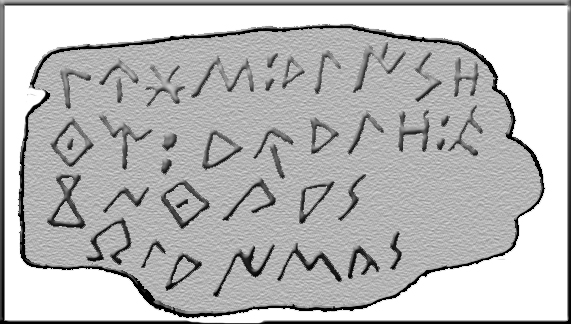
Tésera Fröhner. Procedencia desconocida. Signario oriental.